# 斯坦福 (康涅狄格州)
斯坦福（英語：Stamford，發音：/ˈstæmfərd/）位於美國康乃狄克州西南部費爾菲爾德縣，面臨長島海灣。面積134.9平方公里，2018年人口129,775人，是該州第三大城市。它位於布里奇波特-斯坦福-諾沃克-丹伯里大都會區統計區，是紐約大都會區的一部分。

## 歷史
该市的名称来源于英格蘭林肯郡的同名城市斯坦福鎮。1640年7月開埠，1893年建市。近年些來，斯坦福壯大。

## 地理
北接纽约州，南连長島海灣，西接格林尼治，东接达里安，东北接新卡南。
温带大陆性湿润气候，冬冷夏热，年降水量季节分配均匀。每年通常有75cm的降雪。由于位于康涅狄格州南岸广阔的温带气候与亚热带气候的过渡地带，许多亚热带植物可在此成功种植。

## 经济
多家大公司的總部，包括財富美國500強的公司，在斯坦福。

## 人口
根据2020年的人口普查数据，該市的種族組成為49.3% 非西班牙裔白人、14.1% 黑人或非裔美國人、0.3% 美洲印第安人或阿拉斯加原住民、8.6% 亞裔美國人、3.2% 來自兩個或多個種族、27.2% 西班牙裔或其他種族拉丁裔。

## 交通
一個火車站位於斯坦福。斯坦福是大都會北方鐵路车站。95號州際公路和1號美國國道位於斯坦福。